# Batalha de Piribebuy
A Batalha de Piribebuy foi travada em 12 de agosto de 1869, no âmbito da Guerra da Tríplice Aliança (1864–1870), conflito no qual Brasil, Argentina e Uruguai uniram forças contra o Paraguai durante o governo de Francisco Solano López.

## Antecedentes
Nos estágios finais da guerra, após a derrota paraguaia em Lomas Valentinas, o marechal López conseguiu salvar e reorganizar parte de suas tropas, entrincheirando-se nas bases da Cordilheira. O acampamento de Ascurra, nas proximidades de Caacupé, foi escolhido para a formação de suas forças cada vez menores, enquanto o acampamento aliado estava em Pirayú, planejando a eliminação completa da resistência paraguaia.
López estabeleceu-se em Piribebuy, declarando-a terceira capital paraguaia em 8 de dezembro de 1868. Para lá transferiu o Arquivo, o Tesouro Nacional e o comando de operações. A população, em condições precárias, preparou-se para a defesa contra um inimigo muito superior em número e poder de fogo. O exército aliado completou uma manobra de cerco passando por Paraguarí, Valenzuela e Mbopi Cua, no desfiladeiro de Sapucái.
A imprensa local publicou o jornal de propaganda de guerra La Estrella, dirigido por Manuel Trifón Rojas. Funcionava na cidade um hospital de sangue que atendia feridos paraguaios e inimigos. O corpo diplomático reduziu-se a poucos representantes, entre eles o general Mac Mahon, dos Estados Unidos.
A defesa da cidade estava a cargo do coronel Pedro Pablo Caballero, com o major Hilario Amarilla como segundo, auxiliados pelos capitães Manuel Solalinde e Juan Crisóstomo Centurión. Contavam com cerca de 1 600 homens, na maioria idosos, doentes e crianças. O chefe político local era Patricio Mareco.

## A batalha
Após a intimação para render-se, a cidade sofreu um bombardeio de cerca de cinco horas conduzido pelo coronel Mallet, com 47 peças de artilharia. O próprio Conde d'Eu, acompanhado dos generais João Manuel Mena Barreto, Vitorino José Carneiro Monteiro e Correa da Câmara, liderou o ataque terrestre. As forças brasileiras contavam com cerca de 20 000 combatentes.

O combate foi intenso e desigual. Mulheres também participaram da defesa, armadas com garrafas e pedras. Destacam-se os nomes de Basilia Domeque, Cándida Cristaldo, sargento Anita Segovia, sargento Hilaria Medina e sargento Venancia Acosta.

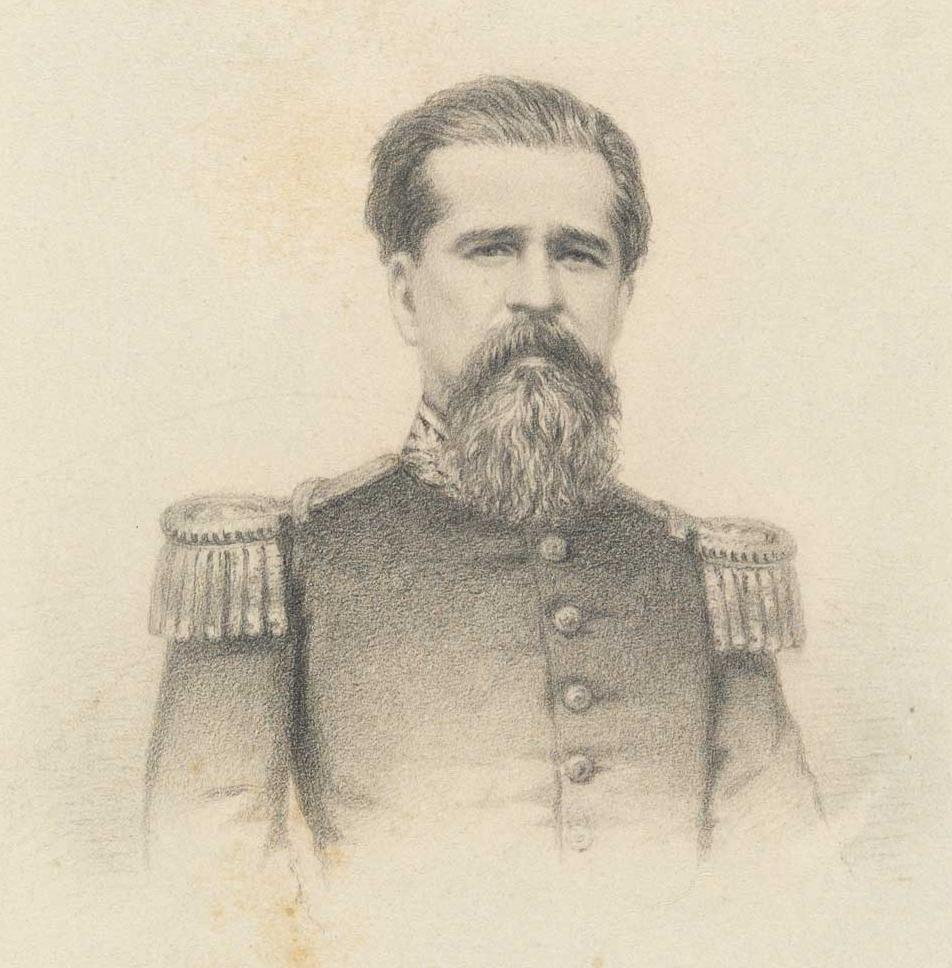
General João Manuel Mena Barreto, morto na batalha.

Os defensores paraguaios, mal armados e incluindo crianças, enfrentaram os ataques das forças aliadas lideradas pelo general brasileiro nascido na França, Conde d'Eu, genro do imperador Pedro II do Brasil. A posição foi assaltada pelo 1º e 2º Corpos de Exército, comandados, respectivamente, pelo marquês de Herval e pelo general Vitorino José Carneiro Monteiro. Participaram ainda a divisão argentina do general Luis María Campos e a Legião Paraguaia, composta por paraguaios antilopistas.

A cidade recusou duas ofertas de rendição enviadas pelo Conde d'Eu por volta das 4h00. Às 8h00, as baterias brasileiras ao redor da cidade iniciaram o bombardeio. Durante os combates, o general João Manuel Mena Barreto foi mortalmente ferido ao liderar uma carga de cavalaria.

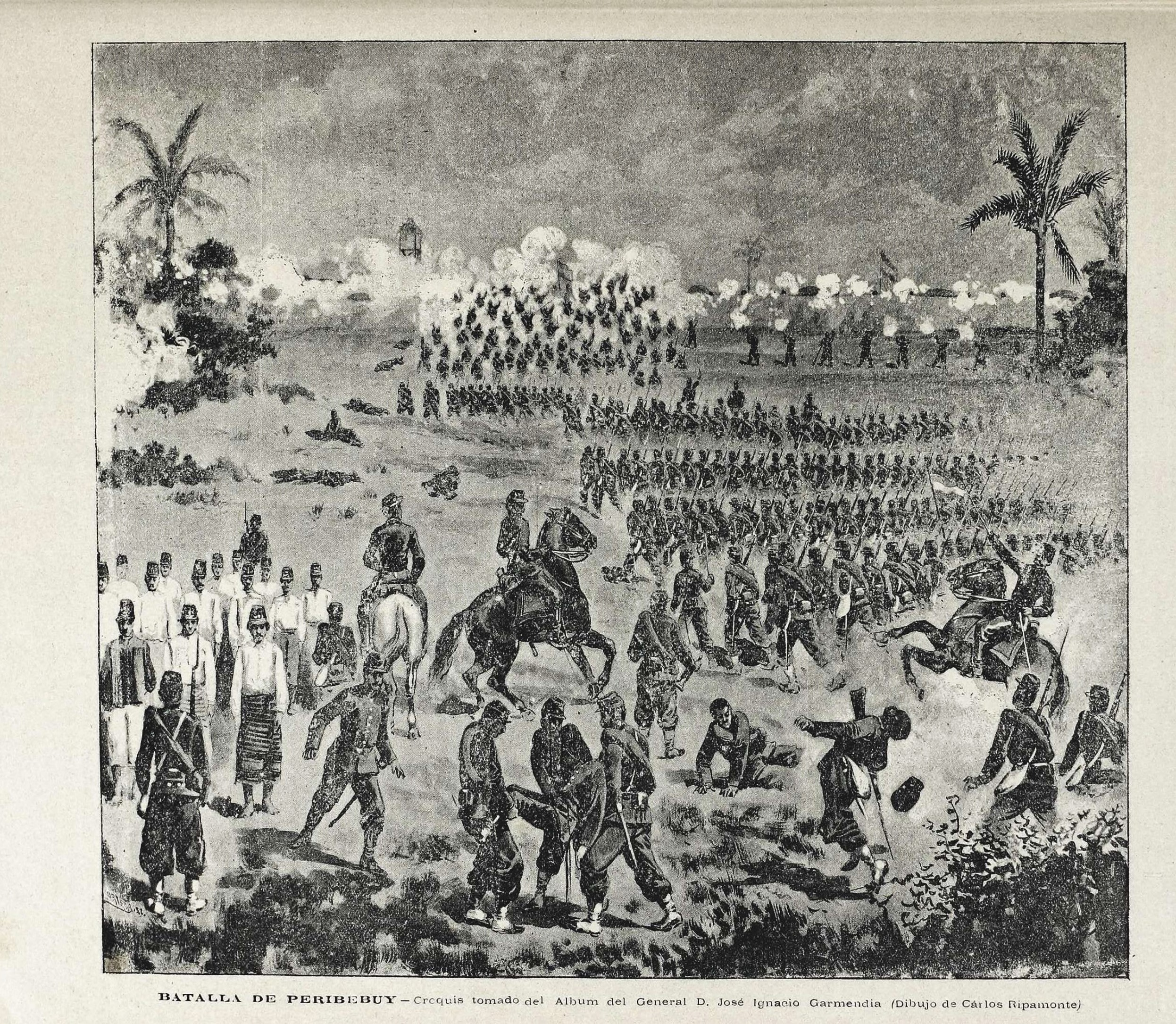
Batalha de Piribebuy (desenho de Carlos Ripamonte).

Os aliados, com expressiva superioridade numérica, capturaram a cidade. O hospital local foi queimado com vários feridos em seu interior, e documentos oficiais foram destruídos no incêndio. Sobre a causa, alguns historiadores defendem que o fogo teria resultado de um tiro de artilharia acidental, enquanto outros atribuem o ato a uma ordem direta do Conde d’Eu, em retaliação pela morte do general Mena Barreto, com quem mantinha estreita amizade.

## Ocupação
Nas encostas baixas do riacho Mboreví, os dois primeiros ataques inimigos foram repelidos, mas dois terços dos defensores foram mortos. Durante os combates, o general brasileiro João Manuel Mena Barreto foi mortalmente ferido. Em seguida, segundo fontes paraguaias, ocorreram execuções de prisioneiros, inclusive do coronel Caballero, morto na presença da família, e o incêndio do hospital, onde cerca de 600 pessoas foram carbonizadas. Essas ações foram atribuídas a ordens do Conde d’Eu.

## Consequências
Após a queda de Piribebuy, López transferiu o governo para Caacupé, onde permaneceu por pouco tempo, seguido de perto pela cavalaria brasileira. As forças paraguaias recuaram para Caraguatay e San Estanislao.

O general Bernardino Caballero, encarregado de cobrir a retirada, enfrentou milhares de cavaleiros brasileiros nos campos de Acosta Ñu, em 16 de agosto de 1869. Esse confronto, conhecido como Batalha de Acosta Ñu ou de Campo Grande, resultou no massacre de centenas de crianças e idosos paraguaios.